# دیگو رومرو (ملوان)
دیگو رومرو (انگلیسی: Diego Romero؛ زادهٔ ۵ دسامبر ۱۹۷۴) قایقران قایق بادبانی اهل آرژانتین است.